# Casarile
Casarile település Olaszországban, Lombardia régióban, Milánó megyében. Lakosainak száma 3930 fő (2023. január 1.). Casarile Binasco, Giussago, Lacchiarella, Rognano, Siziano és Vernate községekkel határos.

## Népesség
A település népességének változása:
| Lakosok száma | 4079 | 4081 | 4083 | 3930 |
|               | 2013 | 2017 | 2018 | 2023 |